# Prêt étudiant
Un prêt étudiant est un prêt bancaire destiné à financer des études supérieures. Ce type de prêt se caractérise généralement par des taux d'intérêt bas et un remboursement différé de la somme empruntée, débutant généralement à l'entrée de l'emprunteur dans la vie active.
Suivant les pays, les organismes prêteurs peuvent être publics, comme la société publique Student Loans Company (en) au Royaume-Uni, ou privés, comme Sallie Mae aux États-Unis où des prêts fédéraux  sont aussi proposés.
En France, il existe un dispositif spécifique de prêt garanti par l'État, dont certains étudiants peuvent bénéficier selon des critères définis, les banques exigeant qu'un prêt étudiant soit garanti par un tiers (par exemple les parents ou un proche de la famille) avant de pouvoir l'octroyer à l'étudiant demandeur.